# عبدالسلام مرشدی
عبدالسلام مرشدی (انگلیسی: Abdus Salam Murshedy؛ زادهٔ ۶ اکتبر ۱۹۶۳) سیاستمدار، کارآفرین و بازیکن سابق فوتبال اهل بنگلادش است. وی از سال ۲۰۱۸ عضو جاتیا سانگساد (پارلمان بنگلادش) است.